# 경화공주
경화공주(慶華公主, ? ~ 1344년 7월 24일(음력 6월 15일))은 고려의 제27대 왕 충숙왕의 제3비이다. 숙공휘령공주(肅恭徽寧公主), 백안홀도공주(伯顔忽都公主) 라고도 한다.

## 생애

### 가계와 왕비 책봉
원나라 출신으로, 이름은 백안홀도(伯顔忽都)이다. 고려로 시집 온 다른 원나라 황족들과는 달리 가계가 기록되어 있지 않다. 다만 당시 백안(伯顔) 가문이 원나라 귀족 가문이었기 때문에, 그녀 역시 귀족 출신일 것으로 추정하기도 한다. 일설에는 그가 조국장공주와 자매 혹은 이복자매로 위왕 아목가의 딸이라는 설이 있다.
1332년(충숙왕 복위 원년) 당시 원나라에 체류중이던 충숙왕과 결혼하여 1333년(충숙왕 복위 2년) 음력 3월에 고려로 들어왔다. 충숙왕에게는 고려인 공원왕후 등의 부인이 있었지만, 그녀도 몽골 출신이라는 이유로 명덕태후 등을 밀어내고 복국장공주, 조국장공주에 이어 제3비로 기록되었다.

### 충숙왕 사망 후
충숙왕 사망 후에는 영안궁(永安宮)에서 지냈다. 1339년(충혜왕 복위 원년) 충혜왕은 그녀를 위해 음력 5월과 음력 7월에 각각 영안궁에서 잔치를 베풀었다. 이에 그녀도 음력 8월 그 답례를 베풀었는데, 이 날 충혜왕은 연회가 파한 후에도 술에 취한 척 하고 나가지 않고 있다가 경화공주를 강간하였다. 당시 충혜왕은 경화공주가 저항을 하자 송명리 등을 시켜 공주를 붙잡고 움직이지 못하게 하였다. 또 충혜왕은 경화공주 외에도 부왕 충숙왕의 제4비인 수비 권씨, 외숙 홍융의 처 황씨를 강간하는 등 그 패륜이 이루 말을 할 수 없을 정도였다.
이 일이 있은 다음날 경화공주는 이 일을 치욕스럽게 느끼고 원나라로 돌아가기 위해 말을 사들이려 했으나, 충혜왕이 이엄과 윤계종(희비 윤씨의 아버지) 등에게 명하여 마시장을 열지 못하게 하여 원나라로 돌아가지 못했다. 그러자 경화공주는 심왕파이던 조적에게 자신이 강간당한 일을 알렸고, 충혜왕을 몰아낼 절호의 기회로 생각한 조적이 경화공주 편에 서서 군사를 모으는 바람에 연경궁의 충혜왕 일파와 영안궁의 경화공주 일파 사이에서 전투가 벌어지기도 하였다. 그러나 조적은 이때 충혜왕에게 살해되었다. 얼마 후 이 일을 알게 된 원나라가 사신 두린 등을 고려에 파견하여 경화공주에게 황제가 하사한 술을 올리고 충혜왕의 옥새를 빼앗아 공주에게 넘겼으며, 충혜왕은 원나라로 압송되었다. 이후 경화공주는 정사를 처결하면서 충혜왕의 총신이었던 찬성사 정천기를 정동성에 가두고, 김지겸을 권정동성에, 김자를 제조도첨의사사에 임명하였다.

### 사망과 후손
경화공주는 1344년(충목왕 즉위년) 음력 6월 15일에 사망했다. 같은 해 음력 9월 18일 장례를 치렀으며, 호는 경화공주(慶華公主)이다. 1367년(공민왕 16년) 음력 1월 10일 원나라에서 숙공휘령공주(肅恭徽寧公主)의 시호를 내렸다.
충숙왕과의 사이에서 자녀는 없었다. 능은 어디 있는지 알 수 없다.

## 가족 관계
- 남편 : 제27대 충숙왕(忠肅王, 1294~1339, 재위:1313~1330, 1332~1339)

## 경화공주가 등장한 작품
- 《기황후》(MBC, 2013~2014, 배우:류현경)

## 같이 보기
- 원 간섭기 고려